# HD148898
HD148898 — хімічно пекулярна зоря спектрального класу A6 й має видиму зоряну величину в смузі V приблизно 4,4.  Розташована на відстані близько 174,8 світлових років від Сонця.

## Фізичні характеристики
Зоря HD148898 обертається
досить швидко
навколо своєї осі. Проєкція її екваторіальної швидкості на промінь зору становить Vsin(i)= 61км/сек.

## Пекулярний хімічний склад
Зоряна атмосфера HD148898 має підвищений вміст Cr.

## Магнітне поле
Спектр даної зорі вказує на наявність магнітного поля у її зоряній атмосфері.
Напруженість повздовжної компоненти поля оціненої з аналізу
крил ліній Бальмера становить 248,6± 169,4 Гаус.